# Estas ruinas que ves
Estas ruinas que ves es una película mexicana de 1979 dirigida por Julián Pastor, basada en la novela homónima del escritor Jorge Ibargüengoitia.

## Sinopsis
El profesor de literatura, Paco,  que ha vivido en la capital durante largo tiempo, regresa a su estado natal (Cuévano) a impartir clases en una universidad. En ese lapso conoce a una joven llamada Gloria, la cual es hija de una de las familias más ricas del lugar.  Uno de sus compañeros le comenta que aquella joven padece de una enfermedad en el corazón y que si contrae matrimonio con ella le puede causar, incluso la muerte. 
Francisco al tiempo que se está enamorando de ella también la evita porque sabe que Gloria está comprometida con un ingeniero, pero no puede evitar soñarla, pensarla y acecharla, descubriendo que se ve con otros hombres.

## Reparto
- Pedro Armendáriz Jr. – Raymundo Rocafuerte
- Fernando Luján – Paco Aldebarán
- Guillermo Orea – Isidro Malagón
- Ariadna Welter – Doña Elvira Rapacejo de Revirado.
- Víctor Junco – Doctor Revirado
- Roberto Dumont – Esteban Espinoza
- Grace Renat – Sarita Espinoza.
- Rafael Banquells – Rector Sebastián Montaña
- Jorge Patiño – Carlitos Mendieta
- Roberto Cobo – Ricardo Pórtico
- Blanca Guerra – Gloria Revirado.
- Josefina Echánove – Irma Bandala
- Adriana Parra – Justine Pórtico
- Paco Llopis – Pelón Padilla.
- Martha Ofelia Galindo - Bertila Begonia
- Ignacio Villarías – Joven Angarica
- Arlette Pacheco